# Prolamioides bituminosus
Espèce
Prolamioides bituminosus est une espèce fossile de la famille des Cerambycidae (ordre des Coleoptera). C'est l'espèce type du genre Prolamioides.

## Classification
L'espèce Prolamioides bituminosus est décrite en 1937 par les paléontologues français Louis Émile Piton (1909-1945) et Nicolas Théobald (1903-1981),,. 

### Fossiles
L'holotype MNHN.F.R07016, de la collection Piacentini, conservée au Muséum national d'histoire naturelle de Paris, vient de la commune de Menat dans le département du Puy-de-Dôme en Auvergne.

### Étymologie
L'épithète spécifique latine bituminosus signifie « bitumineux ».

## Description

### Caractères
« Insecte noirâtre de forme ovale allongée, assez trapu. Tête vue de dessus, un œil placé sur le côté est encore visible, et semble échancré en avant ; dans cette échancrure est insérée l'antenne. Antennes ne dépassant pas la longueur du corps, premier article renflé, deuxième très court, les autres à peu près subégaux entre eux, cylindriques, visibles jusqu'au onzième qui est presque effacé, ni cils, ni pointes visibles. Prothorax subquadrangulaire, sans pointe sur le côté, rétréci à l'arrière. Élytres à épaules saillant sur le côté, atteignant l'extrémité de l'abdomen, aucune ornementation visible. Face ventrale bien dégagée, en avant sternite 1 réduit (st1), hanches 1 presque en contact, trochanters très faibles, placés latéralement, fémurs non renflés, tibias un peu élargis à l'apex, tarses de quatre articles, les premier et deuxième aplatis, le troisième bilobé, le quatrième réduit à un ongle ; sternites II plus larges, épisternites (est 2) et épimère (epm 2) visibles sur le côté, hanches II (h 2) en contact, trochanter II (t 2) très faibles, fémurs II non renflés, tibias cylindriques, tarses manquent ; sternites III (st 3) bien visibles, larges, quadrangulaires, hanches écartées, même conformation des pattes. Abdomen nettement segmenté ».

### Dimensions
« Longueur totale : 22 mm , largeur : 9 à 10 mm ».

### Publication originale
- [1937] Louis Émile Piton et Nicolas Théobald, Les lignites et schistes bitumineux de Menat (Puy-de-Dôme). II: Les insectes fossiles de Menat. Revue des Sciences Naturelles d'Auvergne, vol. 3, 1937, 76-88 p., chap. 2.